# Characidium marshi
Characidium marshi är en fiskart som beskrevs av Breder 1925. Characidium marshi ingår i släktet Characidium och familjen Crenuchidae. Inga underarter finns listade i Catalogue of Life.